# Arches (Vosges)
Arches település Franciaországban, Vosges megyében. Lakosainak száma 1614 fő (2022. január 1.). Arches Pouxeux, Raon-aux-Bois, Archettes, Dinozé, Dounoux, Épinal és Hadol községekkel határos.

## Népesség
A település népességének változása:
| Lakosok száma | 1662 | 1642 | 1697 | 1638 | 1629 | 1634 | 1628 | 1621 | 1614 |
|               | 2013 | 2015 | 2016 | 2017 | 2018 | 2019 | 2020 | 2021 | 2022 |